# Carolyn Steel

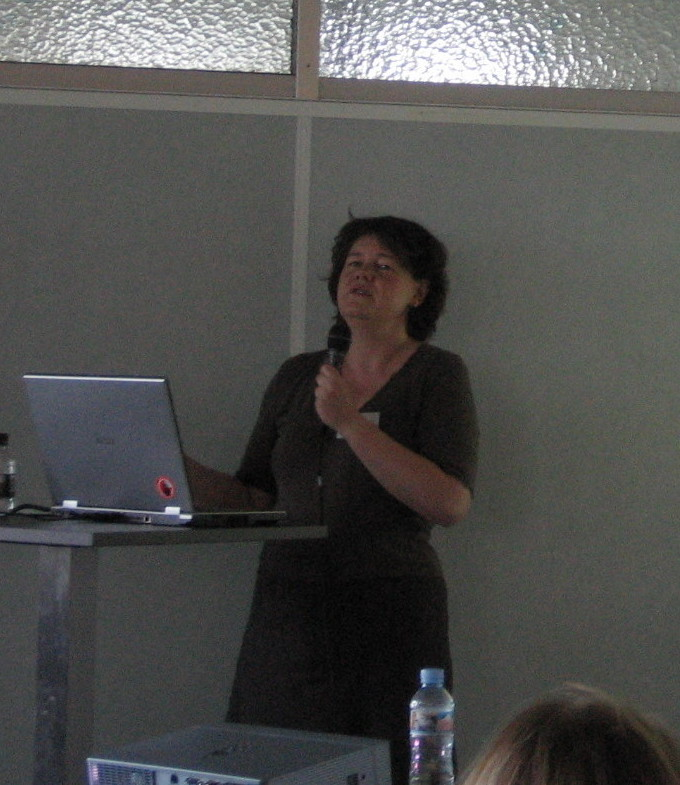
Steel tijdens een presentatie op 26 juni 2009

Carolyn Steel (Londen) is een Brits architect, schrijver en docent. Ze houdt zich bezig met de relatie tussen voedsel en de stad en de ontwikkeling van steden. In 2008 kwam haar bestseller De Hongerige Stad  uit.

## Biografie
Steel volgde haar opleiding tot architect aan de Universiteit van Cambridge en voltooide deze in 1984. Van 1995 tot en met 1996 was ze als student aan de British School in Rome waar ze de geschiedenis van de stad bestudeerde. Na haar studie ging ze als architect aan de slag en combineerde dit met lesgeven en schrijven. Ze heeft lesgegeven aan de  London School of Economics, de Universiteit van Cambridge en de London Metropolitan University  In 1989 kwam ze in dienst bij Kilburn Nightingale Architects, een architectenbureau waar ze uiteindelijk een van de directrice werd.
In 2008 bracht ze het boek De Hongerige Stad uit (Engels: Hungry City). Met dit boek won ze de Royal Society of Literature Jerwood Award for Non-Fiction. Het boek omschrijft onder andere hoe de voedselstromen Londen binnenkwamen en hoe deze zich in de loop der tijd ontwikkeld hebben. Ze levert kritiek op de huidige wijze waarmee met voedsel omgesprongen wordt en geeft aan dat het anders moet. Ook stelt ze dat goedkoop voedsel niet bestaat. In het laatste hoofdstuk heeft ze het over de Chinese ecostad Dongtan. Ze introduceert in dat hoofdstuk het begrip Sitopia. In haar boek omschrijft ze de voedselindustrie als speelbal van de markt die zich aan het globaliseren is. In 2010 werd ze gastdocent aan de Universiteit van Wageningen. Het jaar erop kwam de Nederlandse vertaling van haar boek  Hungry City uit.
Steel is presentatrice geweest van het televisieprogramma One Foot in the Past. Ze is ook redacteur geweest bij het blad Building designe.